# Nazionale femminile di pallacanestro della Repubblica Democratica Tedesca
La nazionale tedesca orientale femminile di pallacanestro, selezione delle migliori giocatrici di nazionalità tedesca orientale, ha rappresentato la Repubblica Democratica Tedesca nelle competizioni internazionali femminili di basket.

## Storia
La squadra non si qualificò mai alle Olimpiadi, partecipò ai Mondiali del 1967, mentre agli Europei il miglior risultato fu il 3º posto conquistato nel 1966.

### La fine
Nel 1969 il Partito Socialista Unificato di Germania, su proposta della Federazione Tedesca per la Ginnastica e lo Sport (DTSB), ritenne che fosse opportuno concentrare gli sforzi su un numero limitato di sport, in particolare su quelli che avevano più probabilità di portare vittorie e medaglie. Dato che la pallacanestro era uno sport di squadra e che quindi poteva eventualmente avere una limitata possibilità di portare medaglie rispetto agli sport individuali, venne declassificata.

## Piazzamenti

### Campionati del mondo
- 1967 - 4°

### Campionati europei
- 1952 - 12°
- 1958 - 9°
- 1964 - 6°

- 1966 -  3°
- 1968 - 4°
- 1972 - 7°

## Formazioni

### Mondiali
Campionato mondiale femminile di pallacanestro 19674 Paulik, 5 Schaal, 6 Krause, 7 Schmidt, 8 Fleischer, 9 Venzke, 10 Zimmermann, 11 Kühn, 12 Brüning, 13 Liese, 14 Thieme, 15 Bartholomäus,        All. Dietrich Laabs

### Europei
Campionato europeo femminile di pallacanestro 19523 Hellmann, 4 Borrmann, 5 Bach, 6 Wiegner, 7 Prall, 8 Petersohn, 9 Limburg, 10 Wojach, 11 Schmitz, 12 Sandé, 13 Kalitzky, 14 Kowalewski, 15 Segeletz, 16 Schubert,        All. Hans Jähne
Campionato europeo femminile di pallacanestro 19584 R. Schulze, 5 Dölle, 7 Zobel, 8 Zeibig, 9 Freyter, 10 Wieland, 11 Heyer, 12 Käfert, 13 Heiß, 14 I. Laabs, 15 G. Schulze, 16 John,        All. Dietrich Laabs
Campionato europeo femminile di pallacanestro 19644 Paulik, 5 Schaal, 6 Krause, 7 Ameis, 8 Scholz, 9 Thieme, 10 Zimmermann, 11 Kühn, 12 Fichtner, 13 Magnus, 14 I. Laabs, 15 Bartholomäus,        All. Dietrich Laabs
Campionato europeo femminile di pallacanestro 19664 Paulik, 5 Schaal, 6 Krause, 7 Ameis, 8 Fleischer, 9 Venzke, 10 Zimmermann, 11 Kühn, 12 Brüning, 13 Liese, 14 Thieme, 15 Bartholomäus,        All. Dietrich Laabs
Campionato europeo femminile di pallacanestro 19684 Paulik, 5 Schaal, 6 Krause, 7 Ameis, 8 Fichtner, 9 Venzke, 10 Zimmermann, 11 Reichelt, 12 Brüning, 13 Liese, 14 Thieme, 15 Bartholomäus,        All. Dietrich Laabs
Campionato europeo femminile di pallacanestro 19724 Paulik, 5 Schaal, 6 Zimmermann, 7 Ameis, 8 Kotschwar, 9 Brüning, 10 I. Laabs, 11 Lustgart, 12 Schliebe, 13 Reichelt, 14 Wagner, 15 Bartholomäus,        All. Dietrich Laabs

## Nazionali giovanili
- Selezioni giovanili della nazionale femminile di pallacanestro della Germania